# Haneș Mină, Alba
Haneș Mină este o localitate în județul Alba, Transilvania, România. 

 Acest articol despre o localitate din județul Alba este deocamdată un ciot. Puteți ajuta Wikipedia prin completarea lui.